# Veronica orchidea
Veronica orchidea là một loài thực vật có hoa trong họ Mã đề. Loài này được Crantz miêu tả khoa học đầu tiên.